# Lee Suk-ho
Lee Suk-ho (kor. 이석호; * 28. Juli 1973) ist ein südkoreanischer Badmintonspieler. 

## Karriere
Lee Suk-ho nahm an der Badminton-Weltmeisterschaft 1985 teil und wurde dort Neunter im Herrendoppel mit Kwak Chan-ho. Bei der südkoreanischen Meisterschaft 1995 gewann er den Titel im Doppel gemeinsam mit Lee Dong-soo.